# Karjusaari (ö i Finland, Päijänne-Tavastland, Lahtis, lat 61,55, long 25,81)
Karjusaari är en ö i Finland. Den ligger i sjön Säynätjärvi och i kommunen Sysmä i den ekonomiska regionen  Lahtis ekonomiska region  och landskapet Päijänne-Tavastland, i den södra delen av landet, 160 km norr om huvudstaden Helsingfors. Öns area är 0,7 hektar och dess största längd är 130 meter i nord-sydlig riktning.